# Кукли (Україна)
Кукли́ — село в Україні, у Маневицькій селищній громаді Камінь-Каширського району Волинської області. Населення становить 772 осіб.
Село Кукли розташоване на південь (4 км) від траси міжнародного значення «Київ — Варшава».

## Природні умови
Клімат тут помірно-континентальний, вологий, із м'якою зимою, нестійкими морозами, частими відлигами, нежарким літом, значними опадами, затяжними восени та навесні.
Найпониреніші дернові ґрунти залягають на зандрових рівнинах, заплавах річок та обширних пониженнях біля боліт. Село з усіх сторін оточене лісами їх площа 1785 га., найпоширеніші мішані, дубово — грабові ліси, вільхові та незначна частина хвойних.

### Водойми
За селом, на півдні, протікає річка Оконка що є притокою Стиру, та бере свій початок від Оконських джерел. Вся територія села пронизана канавами, що були викопані під час меліорації у 80-х роках. До цього ж, все село було оточене водою, що давало населенню можливість займатися промислом ловлі риби, особливо в'юнів.

### Флора
Рослинний світ села представлений багатьма видами рослин. Багато з яких мають цілющі властивості, ще й досі селяни використовують їх для покращення свого здоров'я. Справжню проблему для ведення сільського господарства створює рослина золотушник канадський, за останні роки швидко розповсюдився на території.

### Фауна
Тваринний світ села представлений великою кількістю тварин, характерних для даного регіону. До меліорації, яка відбувалась у 80-х роках минулого століття, село було надзвичайно багате на різну дичину, однак через осушення території, та вирубку лісів її кількість значно зменшилась. На території зустрічаються представники «Червоної книги» а саме: видра річкова, норка європейська, жовна зелена, журавель степовий. Самі ж селяни здавна любили природу, та й досі ведуть активну роботу спрямовану на її покращення.

## Історія
Найраніша відома згадка про село Кукли датується 1559 р. У той час воно входило до складу великої земельної власності знаного князівського роду Чорторийських. «Словник географічний Королівства Польського» подає Кукли як володіння князя Михаїла Четвертинського, який «платив за село від 8 димів (дим — будинок, оселя, двір), а в 1583 році його вдова — від 8 димів і 5 городників». Стосовно походження назви села існує дві версії її виникнення.
Першою, та найвірогіднішою видається версія про бур'ян «кукіль», який був широко розповсюджений на території села. Спочатку «Кукіль» згодом «Куколь», і пізніше «Куклі».
Також припускаєть, що стосунок сюди може мати литовське слово «koklis» що означає «кахля».

### Перша світова війна
Восени 1915 року на Східному фронті на Волині точилися запеклі бої між арміями Центральних держав і російськими військами. Ще одна серія зіткнень була ініційована в жовтні російською 8-ю армією генерала Олександра Брусилова. Вона намагалася захопити Ковель та Луцьк. Хоча лісиста місцевість та численні річки не сприяли нападникам, оскільки вони створювали додаткове прикриття для оборонців, солдатам XL російського корпусу вдалося 18 жовтня раптовою атакою прорвати фронт. Штаб Австро-Угорщини оцінював ситуацію як критичну, оскільки локальні контратаки зазнали невдачі. Німецький генерал піхоти, який командував у цьому районі, атакував ділянку, що перебувала під загрозою. Генерал Фрідріх Герок викликав останній резерв — групу легіону підполковника Едварда Сміглоґо-Ридза. Вона була сформована наприкінці вересня з 1-ї бригади легіонів: 1-го і 7-го піхотних полків легіонів, 1-го полку уланів польських легіонів і артилерійської батареї майора Оттокара Бжоза-Бжезіна. Вирішальний удар по наступу росіян мали завдати поляки. Завданням легіонерів було відвоювати місто Яблонки. 21 жовтня поляки атакували ворога на світанку, зненацька, без артилерійського обстрілу, який зазвичай передує нападу. Російська 4-та стрілецька дивізія, що воювала на цій ділянці фронту, втратила першу лінію окопів, майже 200 полонених та 3 кулемети. Росіяни під загрозою оточення з боку 6-го піхотного полку легіону, який оточив позиції ворога з півдня, почали поспішний відступ, наступні контратаки росіян були успішно відбиті. Наступного дня, 22 жовтня, бої зосередилися навколо містечка Кукле (нині село Кукли в Україні). У боротьбі за це місто, сильно укріплене росіянами, поляків підтримували австро-угорська 10-та кавалерійська дивізія та німецька 1-ша піхотна дивізія. Легіонери завдали удару о 8:00. Під час тригодинної атаки полякам під сильним вогнем артилерії та рушниць вдалося підійти лише на 100-150 м від ворожої позиції. Вирішальний бій відбувся о 17:00. Тієї години поляки, підтримувані австрійцями, з одного боку, та росіянами, з іншого, почали атаку одночасно. Спочатку росіяни захопили позиції австрійців, але допомога, яку надали солдатам Габсбургів легіонери, переломила хід бою. У цьому бою особливо відзначився 6-й батальйон 7-го полку, яким командував замість капітана Флешара-Сатира поручник Леопольд Ліса-Кули. Цей підрозділ вів зухвалий нічний наступ на російські позиції. В результаті боїв за Кукле поляки захопили в полон 200 росіян з так званої Одеської Залізної бригади та один кулемет. Після трьох днів боїв росіян нарешті було відкинуто за Стир. За надзвичайну хоробрість 10 польських офіцерів були нагороджені Прусським залізним хрестом 2-го класу, а 10 унтер-офіцерів і рядових отримали німецьку військову медаль «За заслуги» зі стрічкою Залізного хреста.
Як свідчать історики, тоді загинуло близько 400 солдат російської армії. Де точно, ніхто не знає, та й не шукали. Бо під час наступу австрійсько-німецького угруповання мешканці села тікали далі, за Стир, залишаючи рідні місця, а тих кілька сімей, що залишилося, потрапило в полон, і їх вивезли. Село і церква були дощенту зруйновані, спалені.

### Калинівська трагедія
Біля Куклів був хутір Калинівка, який складався із 4-5 хат. Упівці під час війни постійно застерігали їх, щоб не мали зв'язків із партизанами. А як тут не мати? Коли самі приходять до хати… Упівці змушували їх тоді виселитися. А куди ж хуторяни мали йти, коли тут усе було рідним? Так-от, у серпні 1943-го хтось  підпалив хати хуторян. А там — і діти, і жінки. Люди були впевнені, що це діло рук комарівської боївки УПА. Поховання 17 загиблих селян було велелюдним, особливо людей жахнула смерть вагітної жінки, яка десь от-от мала народити. До цього часу в центрі села поряд із монументом загиблим воїнам зберігся хрест пам'яті невинно убитим калинівцям.
12 червня 2020 року, відповідно до розпорядження Кабінету Міністрів України № 708-р «Про визначення адміністративних центрів та затвердження територій територіальних громад Волинської області», село увійшло у склад Маневицької селищної громади.
19 липня 2020 року, в результаті адміністративно-територіальної реформи та ліквідації  Маневицького району, село увійшло до складу новоутвореного Камінь-Каширського району.

## Населення
Згідно з переписом УРСР 1989 року чисельність наявного населення села становила 951 особа, з яких 457 чоловіків та 494 жінки.
За переписом населення України 2001 року в селі мешкало 835 осіб.

### Мова
Розподіл населення за рідною мовою за даними перепису 2001 року:
| Мова       | Відсоток |
| ---------- | -------- |
| українська | 99,76 %  |
| російська  | 0,24 %   |

## Село сьогодні
На сьогоднішній день у селі проживає 935 осіб. Воно поділене на 7 вулиць. Особливим у селі є його центр, де зосереджені найважливіші його об'єкти: Куклівська сільська рада, медичний пункт, дитячий садочок, будинок культури, храм Архангела Божого Михаїла, 11-річна школа, стадіон, поштове відділення, пам'ятник «Загиблим воїнам односельчанам у II Світовій війні» та автозупинка. У селі прокладено асфальтну дорогу, та майже на кожній вулиці проведене освітлення. Основною роботою селян є ведення власного господарства, значна частка працює на державних роботах, деякі ж виїжджають на сезонні роботи до Польщі.
У 2020 році відбулась презентації книги "Село Кукли: минувщина та сьогодення" автором якої є почесний житель села, вчитель історії та правознавства місцевої школи Бусел Федір Гнатович.

## Релігія
У селі Кукли діє Свято — Михайлівський храм. Як тільки Україна здобула незалежність, у 1992 році в Куклах зібрався сільський сход, на якому вирішили збудувати нову церкву на місці зруйнованої. 16 жовтня 1997 року було освячено місце забудови майбутнього храму. Будували місцеві майстри. 21 листопада 1998 року, коли церква відзначає Собор архістратига Михаїла та інших небесних сил безплотних, було врочисто відкрито новий Свято-Михайлівський храм у Куклах.

## Люди
- Костюк (Бусел) Світлана Степанівна (1964, Кукли - 2017, Нововолинськ) — українська поетеса.
- Макарчук Олександр Іванович - доктор медичних наук, професор кафедри дерматовенерології, директор клініки "Артмедика", президент Української асоціації пластичних хірургів України.